# 赫斯特城堡

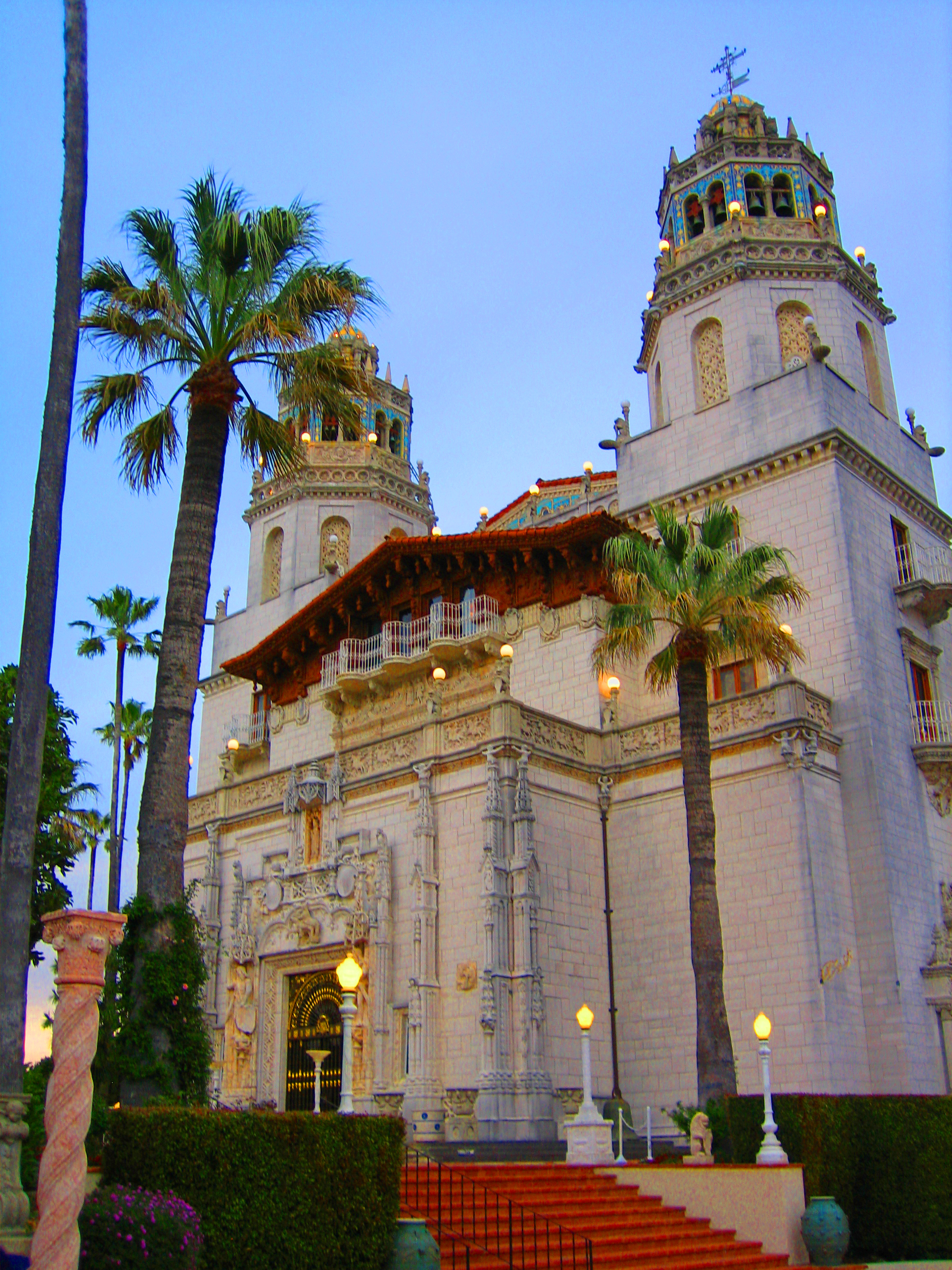
西班牙天主教堂式的城堡立面

赫斯特城堡（英語：Hearst Castle）是由报业大亨威廉·蓝道夫·赫斯特在美国加利福尼亚州San Simeon附近滨海的一座小山上建立，位于洛杉矶和旧金山之间。该城堡于1919年开始规划建设，在赫斯特去世后的1957年建成完工，今天已经成为当地独特的地标型建筑群。

## 历史
城堡建设的地址位于威廉·赫斯特的父亲乔治·赫斯特所经营的农庄上(1865年购入，共160平方千米)。小赫斯特的童年也曾在这里度过。当1919年小赫斯特的母亲菲比·赫斯特去世时，这块庄园已经扩充为方圆一千平方千米的农场。小赫斯特从母亲处继承了这处遗产。同时农场里的改造性建设也开始进行，一直持续到1947年，由于赫斯特健康恶化而搬出后停止了建设。旧金山建筑师Julia Morgan负责几乎所有的建筑设计。
赫斯特死后，由于难以承受高额的遗产税，其家族将城堡及附近庄园捐献给加州。如今，城堡作为加州的州立历史公园对游客开放。旅游业者为了招揽游客，将这座建于1919-1947的豪宅称为“赫氏古堡”。

## 画廊

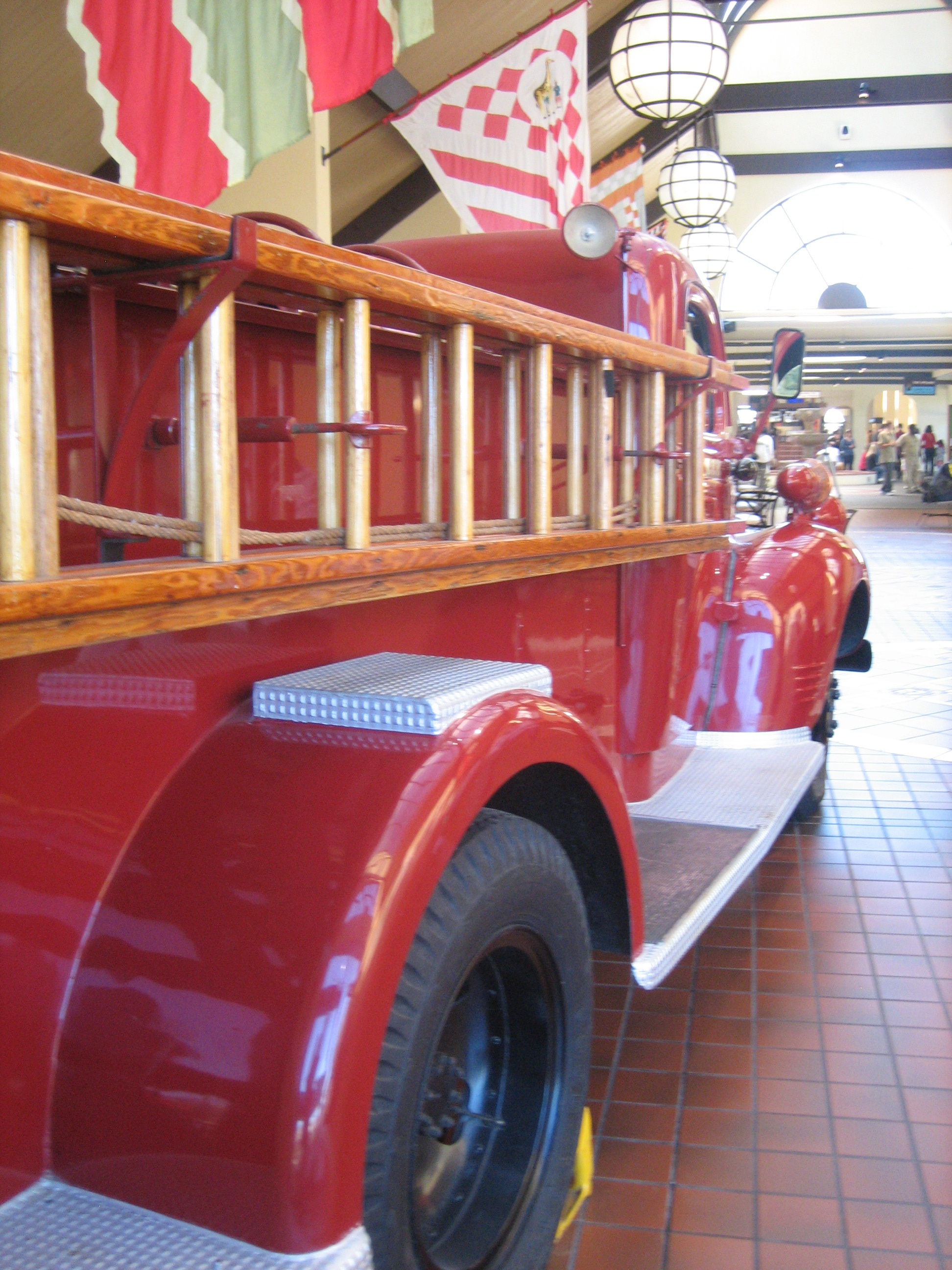
大厅内陈列的老汽车
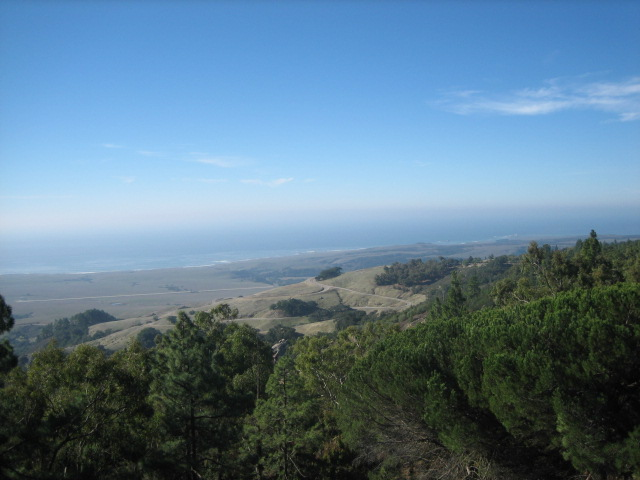
从城堡上鸟瞰
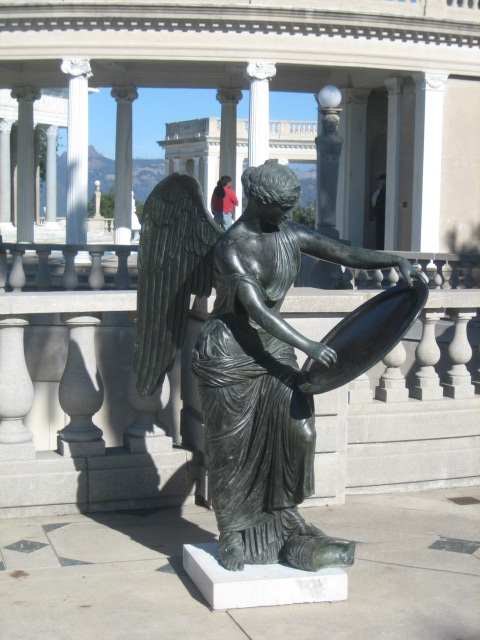
外部雕像
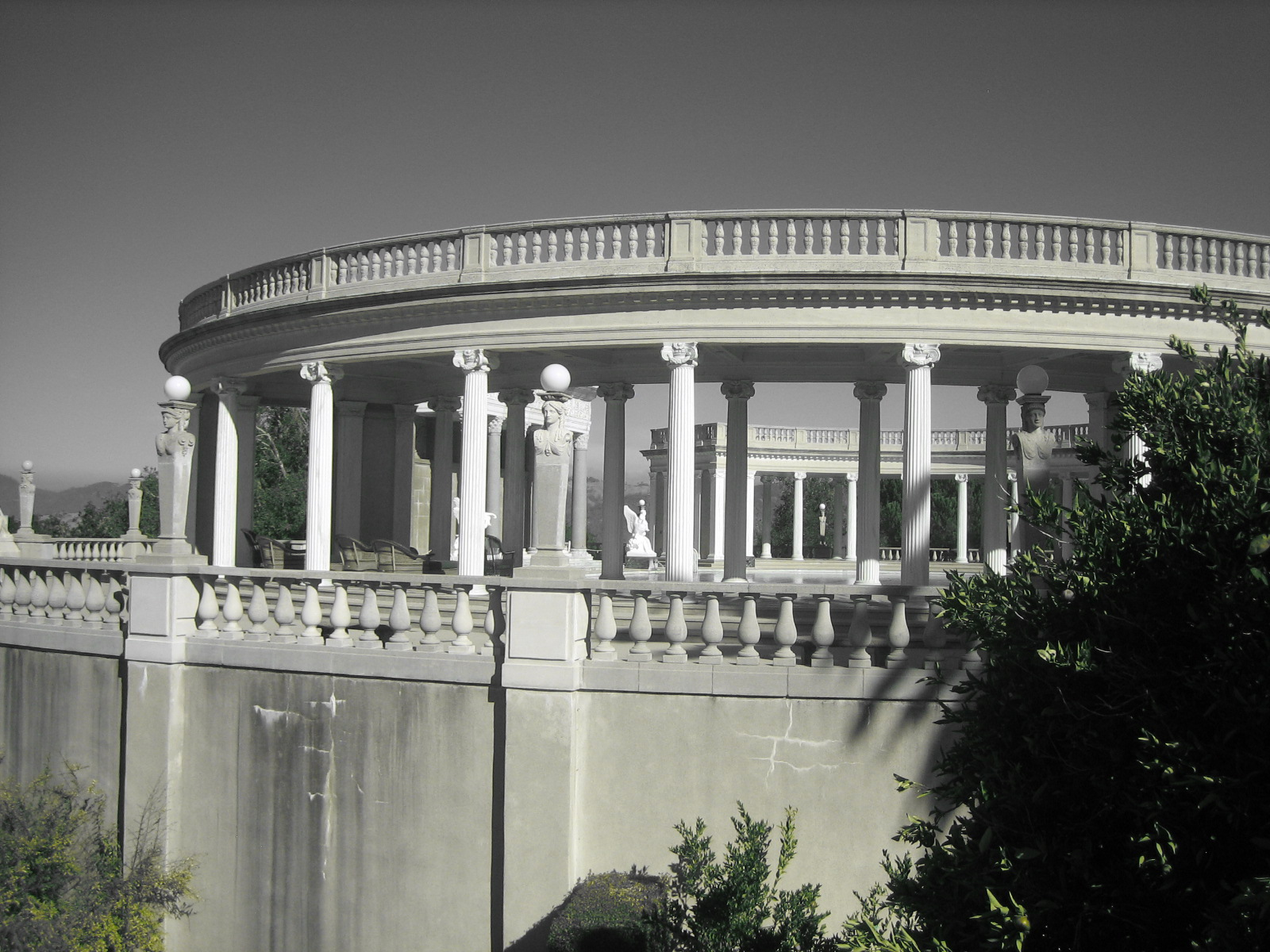
走廊
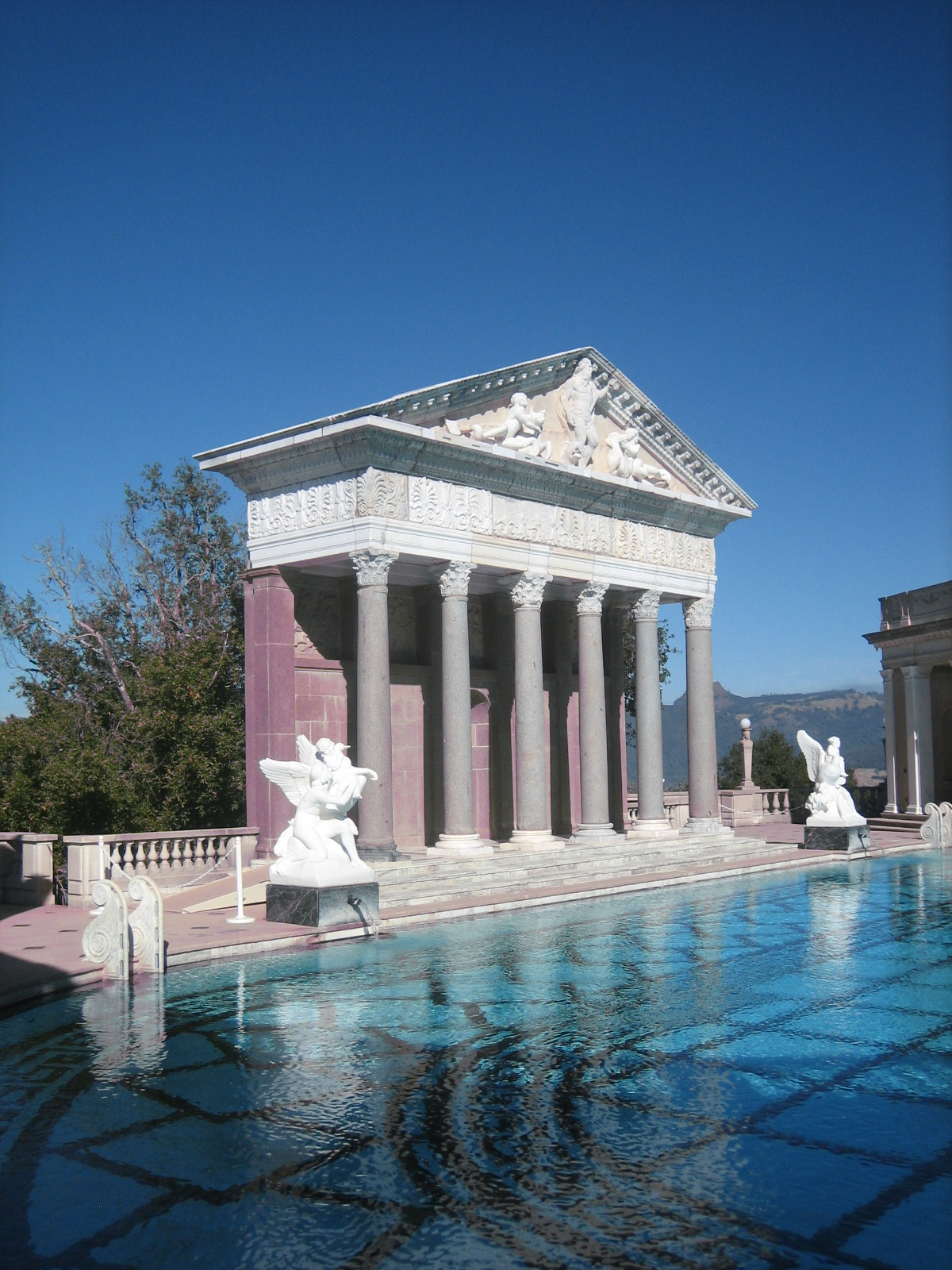
游泳池一侧
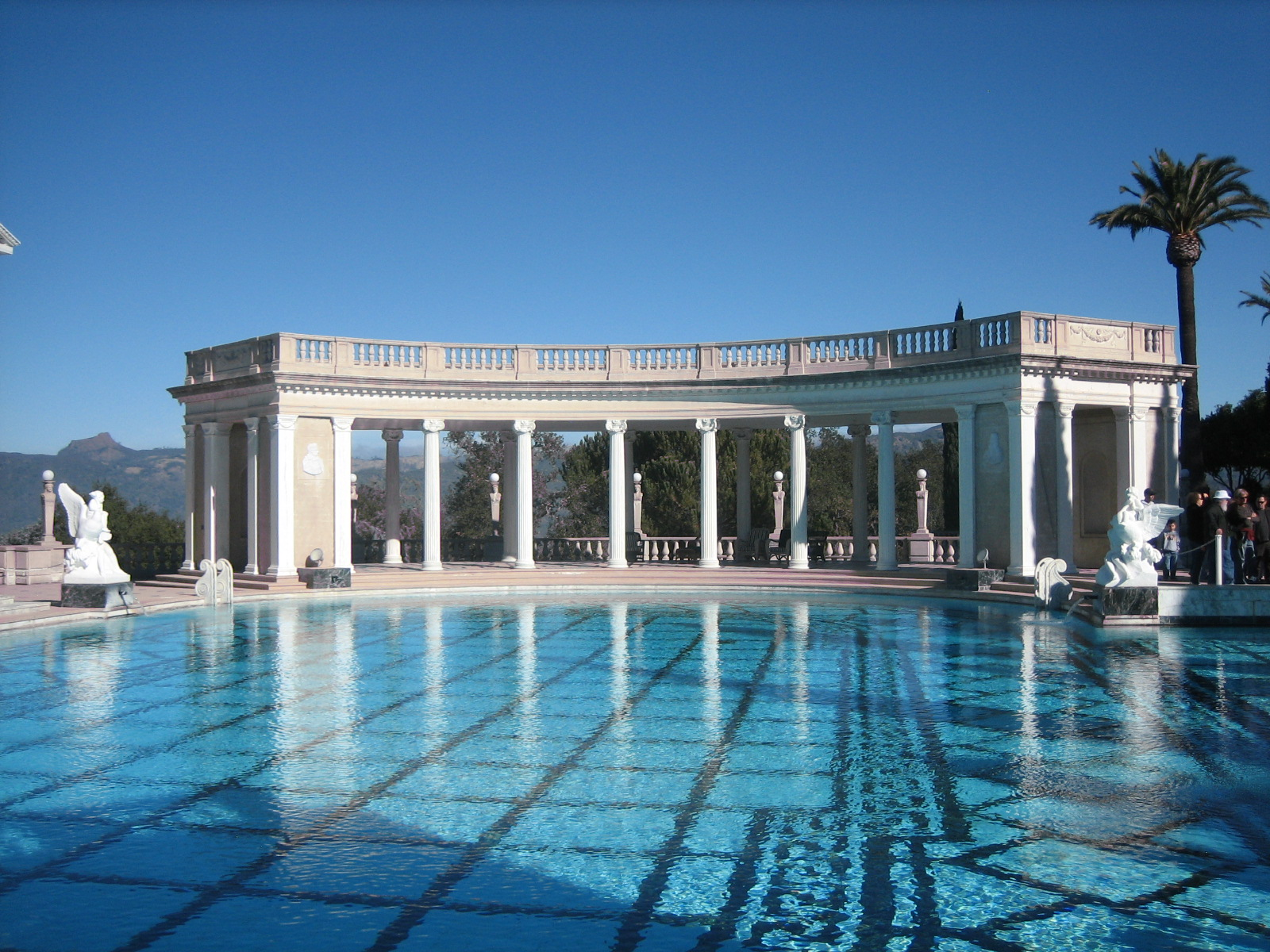
游泳池全景
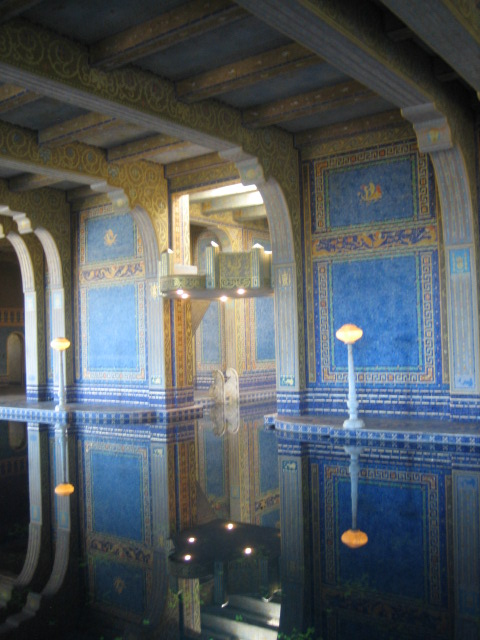
室内游泳池
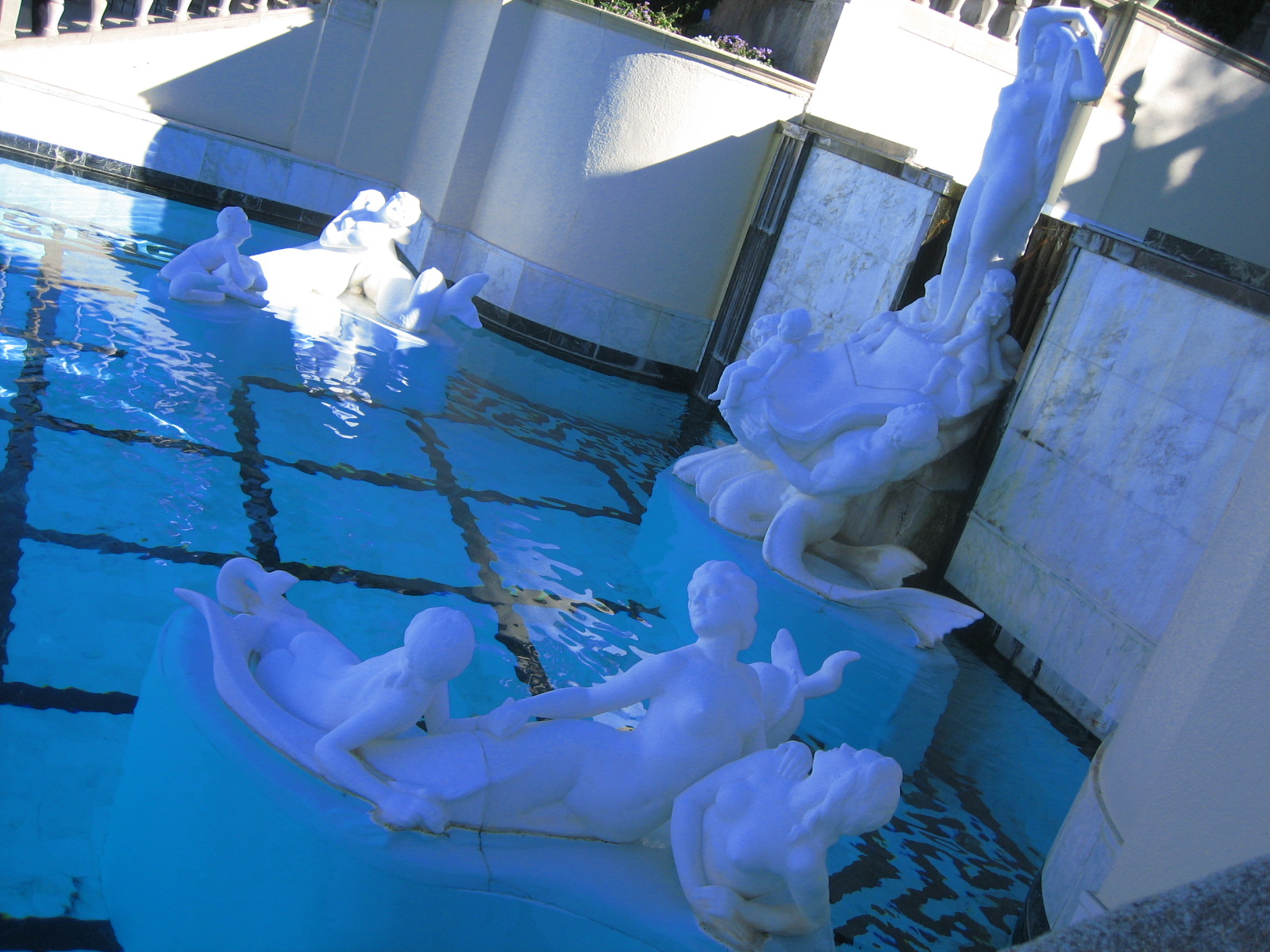
游泳池内的雕像